# مئذنة الغمري
مئذنة الغمري هي مئذنة على الطراز المملوكي ترجع تاريخها إلى أواخر القرن التاسع الهجري و الخامس عشر الميلادي بمدينة ميت غمر بالدقهلية. مسجل كأثر بواسطة هيئة الآثار الإسلامية رقم 10357 لسنة 1951 ميلادية. تقع المئذنة بمدينة ميت غمر، بالقرب من زاوية الأمير حماد البقري بمحافظة الدقهلية. أنشئت المئذنة والمسجد في عهد السلطان قانصوه الغوري.

## المنشئ
أبو العباس شهاب الدين أحمد بن محمد الغمري الواسطي الشافعي والمعروف بأبو العباس الغمري وهو صوفي مصري وفقيه شافعي أصله من واسط ولد بميت غمر ونسب إليها ونسب إليه العديد من الكرامات، ودرس الفقه في الأزهر وأقام بالمحلة الكبرى في الغربية وتوفى بها.

## الوصف المعماري

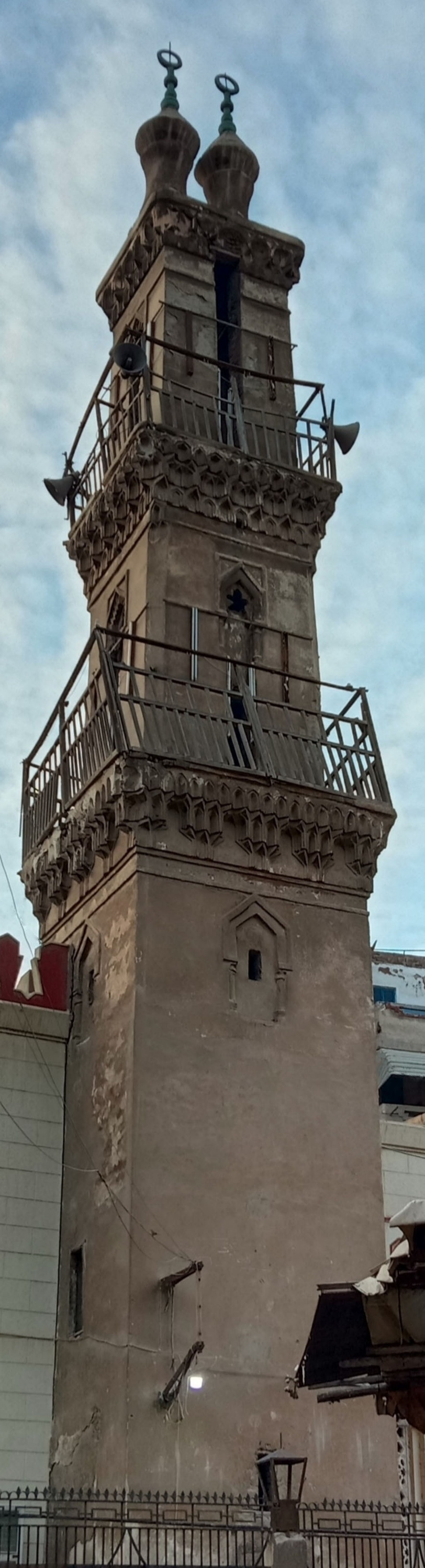
واجهة مئذنة الغمري

تتألف المئذنة من ثلاثة طوابق الأول طابق أرضي مربع طول ضلعه 3.6 مترًا. يعلو هذا الطابق طاقات معقودة يتوجها إفريز جبصي سميك تعلوه صفّان من المقرنصات القوية من النوع البلدي، تحمل شُرفة الأذان، وهي أيضًا مربعة الشكل، يبلغ طول ضلعها 4 أمتار، ويصل عرض الدوسة إلى نحو 65 سم. وقد ثبت على حافتها درابزين خشبي يبلغ ارتفاعه 1.3 متر مشكّل من أبواب قائمة.
أما الطابق الثاني، فهو أيضًا مربع الشكل، لكنه أصغر حجمًا إذ لا يتجاوز طول ضلعه 2.6 متر. وقد فتحت في أضلاعه الأربع فتحات محورية: بابان في الضلعين الشمالي الشرقي والجنوبي الغربي، ونافذتان في الضلعين الآخرين. وقد نُظمت هذه الفتحات داخل تجاويف طولية تعلوها عقود منكسرة محاطة بإطارات مربعة، ترتكز على عمودين رشيقين ملساء السطح. يتخلل كل عقد رئيسي عقد زخرفي من النوع المفصوص، ويُختتم هذا الطابق بإفريز جبصي يتوجه صفّان من المقرنصات المزينة بالدلاّيات، ترتكز عليه الشرفة الثانية المربعة للمئذنة.
ويُوجد على الجدار الشمالي الغربي للمئذنة نص تأسيسي، وهو نقش يعود للعصر الأيوبي عام 619 هـ / 1222 م يشير إلى تجديد المصلى الذي قام به الشيخ عبد المحسن بن الشيخ عمر بن داوود المحلي، والمصلى نفسه الآن مندثر ولم يعد موجودًا، وكان النقش مثبتًا في الأصل إلى جانب المدخل الرئيسي للجامع المملوكي، الذي تهدم بالكامل في عام 1970 ولم يتبق منه سوى المئذنة. ويُقرأ في النص:
1. بسم الله الرحمن الرحيم إنما يعمر مساجد الله من آمن بالله واليوم
2. الآخر وأقام الصلاة وآتى الزكاة ولم يخشى إلا الله مما أمر
3. بتجديد هذا المصلى الفقير إلى رحمة الله الراجي عفو الله
4. الشيخ عبد المحسن بن الشيخ عمر بن داوود المحلي في جمادى
5. الأولى سنة تسع عشرة وستمائة وذلك برجاء ثواب الله وابتغاء
6. رضائه يوم لا ينفع مال ولا بنون الا من لقى الله بقلب سليم.

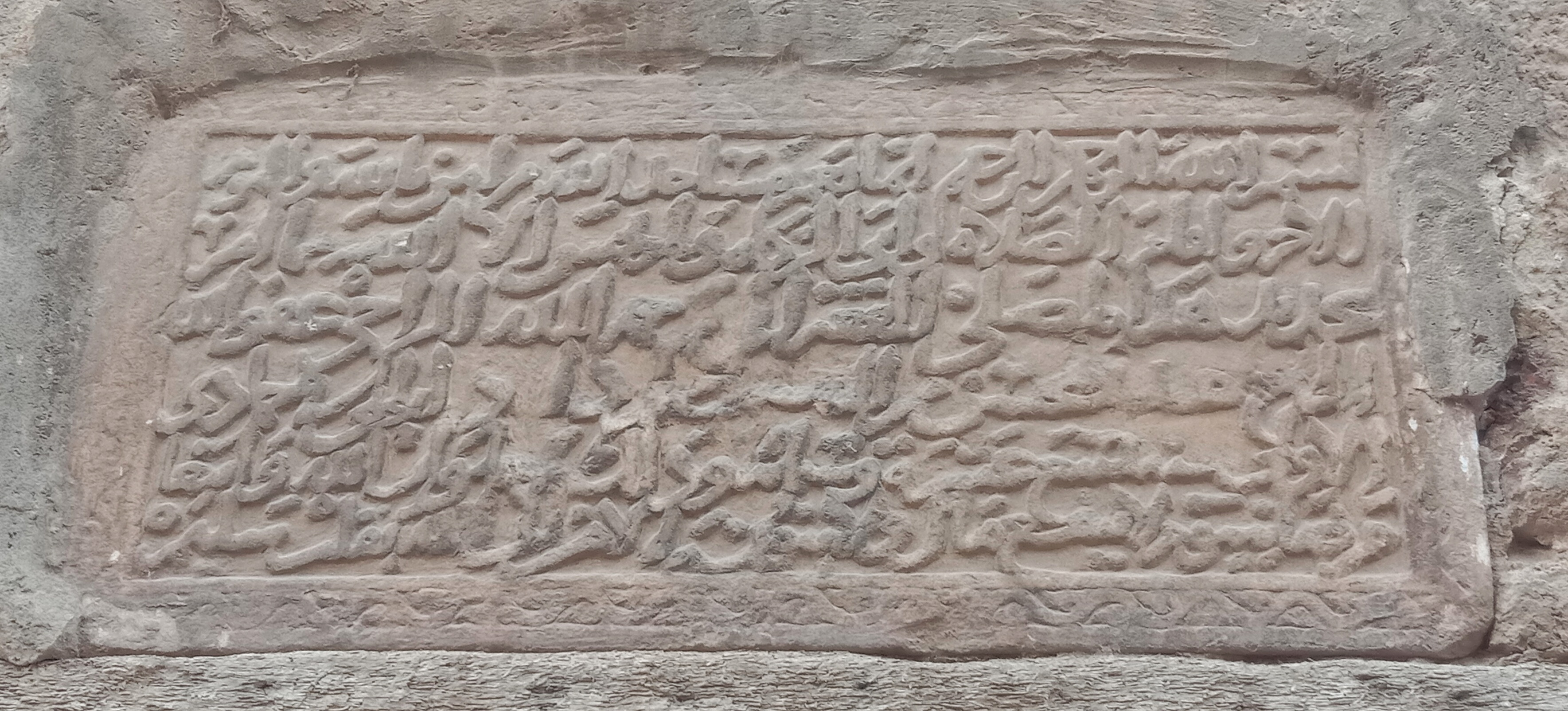
النقش التأسيسي على المئذنة

## الأهمية

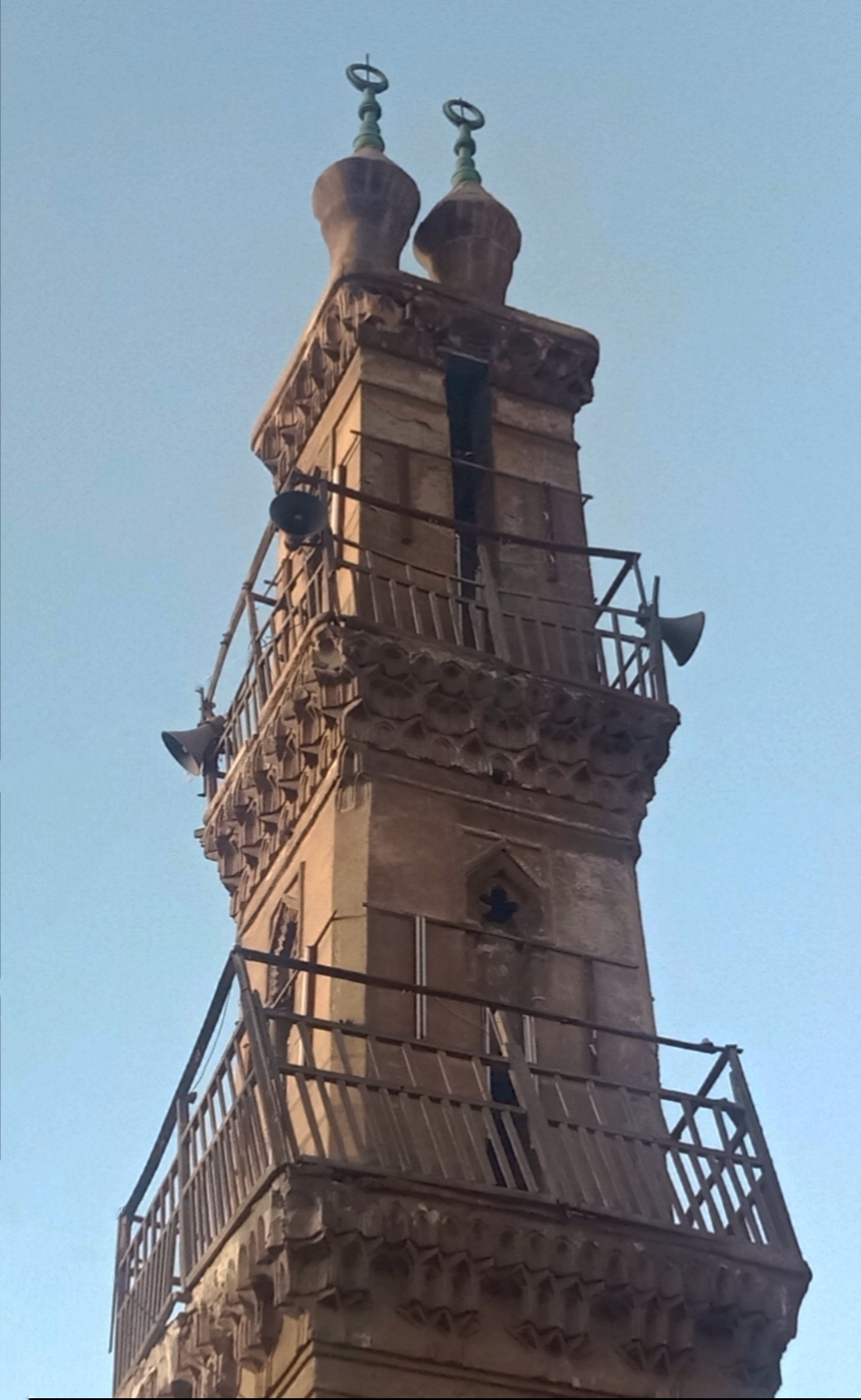
قمة المئذنة

لم يكن هذا المسجد للصلاة فقط وإنما كان أيضاً مؤسسة علمية لتدريس العلوم الشرعية، تعتبر المئذنة من المآذن ذات الرؤوس المزدوجة التي تعتبر ذات طراز فريد في نوعها حيث لا يوجد لها شبيه في الدلتا وهي تشبه في طرازها مئذنة الغوري بالجامع الأزهر ومئذنة مسجد قاني باي الرماح في القاهرة وغيرهما، ويُرجَّح أن مئذنة الغمري كانت أول مئذنة بُنيت على هذا الطراز المملوكي خارج القاهرة، لكن سقطت رؤوس المئذنة عام 1963 وبقيت المئذنة قائمة بدون رؤوس حتى رممت.